# Club Atlético Goes
Il Club Atlético Goes è una società cestistica avente sede a Montevideo, in Uruguay. Fondata nel 1934 gioca nel campionato uruguaiano.
Disputa le partite interne nell'Estadio Plaza de las Misiones, che ha una capacità di 4.420 spettatori.

## Palmarès
- Campionati uruguaiani: 4

1939, 1947, 1958, 1959